# کیسی کلر
 کیسی کلر (انگلیسی: Kasey Keller؛ زادهٔ ۲۷ نوامبر ۱۹۶۹) یک بازیکن فوتبال بازنشسته اهل ایالات متحده آمریکا است.
وی همچنین در تیم ملی فوتبال ایالات متحده آمریکا بازی کرده‌است.